# فرودگاه منطقه‌ای لاوتن–فرت سل
فرودگاه لاوتن-فرت سل ریجنل  (به انگلیسی: Lawton-Fort Sill Regional Airport) یک فرودگاه همگانی با کد یاتا LAW است که یک باند فرود بتن دارد و طول باند آن ۲۶۲۱ متر است. این فرودگاه در شهر لاوتون، اوکلاهاما کشور ایالات متحده آمریکا قرار دارد و در ارتفاع ۳۳۸ متری از سطح دریا واقع شده است.